# 美国总统行政办公室

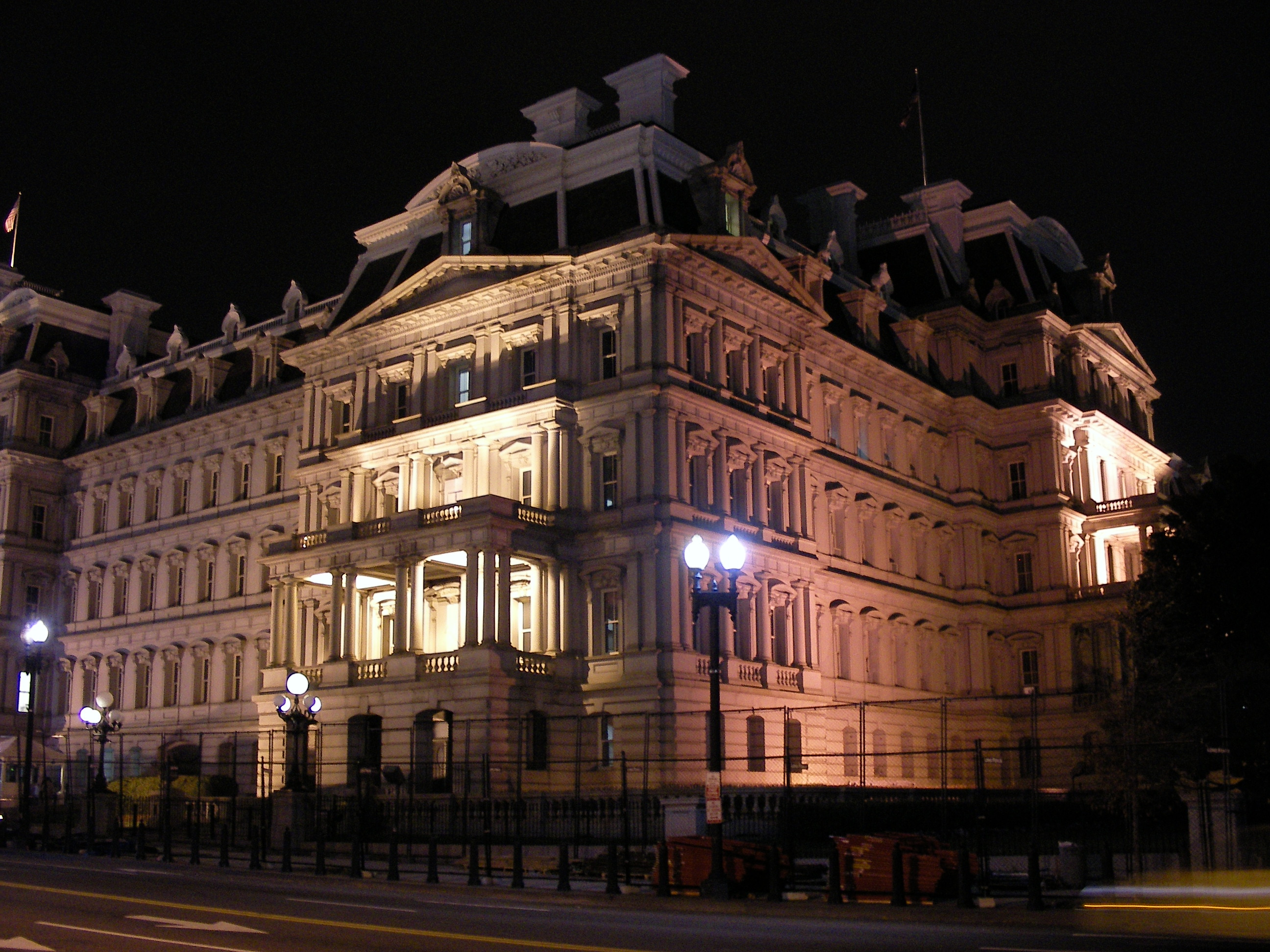
艾森豪行政辦公大樓夜景。該建築位於白宮西側，是許多美國總統辦事機構的集中地。

美國總統行政辦公室（英語：Executive Office of the President of the United States，縮寫為），又譯為總統辦事機構，是對美国总统的貼身幕僚人員、顧問，以及直接向總統負責的各級助理人員及機關之總稱，其架構起始於1939年。目前統一由白宮幕僚長領導。

## 历史
現代的美國總統行政辦公室最初成型于1939年，也就是在富兰克林·罗斯福总统的第二个任期内。总统根据一个由政治学家和公共管理专家组成的布朗娄委员会的建议，使国会通过了一项1939年重组法案。由此创立了直接向总统负责的行政辦公室。最早的美國總統行政辦公室包括设在财政部的两个下级部门：白宫办公厅和预算局（即预算與管理局的前身）。起初的行政辦公室显得较为务虚，规模扩张也较为适度。然而由于要做大量基础性和复杂性的工作，从罗斯福总统的下一任开始，它的机构开始逐渐膨胀起来。
罗斯福的努力与他的前任们相比也较为明显。在19世纪，总统很少有自己的助理行政机构。托马斯·杰斐逊总统只有1名信使和1名秘书，两人的薪津都由总统个人支付。直到1857年国会才为雇佣一名书记员而拨付了2,500美元的款项。尤利塞斯·格兰特总统的助理增加到了3名。1900年的白宫助理包括1名“总统秘书”（当时是总统首席助理的头衔），2名助理秘书，2名行政书记员，1名速记员和7名其他工作人员。在沃伦·哈定总统任内，工作人员的数量扩大到了31名，尽管多数都是书记员。在赫伯特·胡佛总统任内，国会批准增加2名总统秘书，胡佛指定其中一人担任新闻秘书。从1933年到1939年，罗斯福总统极尽全力扩大联邦政府的权力以应对大萧条，但仍使他困扰的是，他的最高智囊团顾问们尽管直接为总统工作，但需要经常被任命担任其他部门的空缺职位，并从那里领取薪津，因为白宫并没有相应的法规和预算权来设立新的职位。
而从1939年开始，情况发生了戏剧性的变化。通过法令或者总统的行政命令，新的总统行政机构不断设立。最重要的包括经济顾问委员会（1946年）、国家安全委员会及其下属部门（1947年）、美国贸易代表办公室（1963年）、环境质量委员会（1970年）、科学和技术政策办公室（1976年）、行政办公室（1977年）和国家毒品控制政策办公室（1989年）。在乔治·布什总统任内，又增加了新的机构，如后来成为内阁部门的国土安全办公室（2001年）和信仰和社区倡议计划办公室（2001年）。总统办事机构的规模和预算的准确数字难以知晓。其中许多工作人员来自其它的联邦政府部门，而且预算开支经常被用于他处，例如国防部之于白宫军事办公室。大约估计有2,000到2,500人在总统行政辦公室中负责政策制定工作，预算达3到4亿美元（乔治·布什总统的2005财政年度预算要求是1,850人和3.41亿美元）。

## 组织
在美國總統行政辦公室中，高级职员的头衔是“总统助理”（白宮幕僚長亦有此稱謂），第二级的头衔是“总统副助理”，第三级的头衔是“总统特别助理”。大多数工作人员不用通过参议院的同意，当然也有少数例外，比如美國行政管理和预算局局長、美国贸易代表、经济顾问委员会主席等，而這些職位皆為內閣部長層級。

## 副总统办公室
副总统办公室包括美国副总统的直接助理和顾问，目前由副总统幕僚长哈蒂娜·弗洛諾领导。办公室也为副總統配偶提供助理服务。

## 组成单位及主要负责人
- 白宫办公厅
  - 总统助理兼白宮幕僚長：蘇西·威爾斯
    - 总统助理兼主管政策的白宫办公厅副主任：空缺
    - 总统助理兼主管总统活动的白宫办公厅副主任：空缺
    - ：卡羅琳·萊維特
    - 白宫通讯联络主任：张振熙
- 副总统办公室
  - 副总统幕僚長：雅各·雷塞斯（英语：Jacob Reses）
- 国家安全委员会
  - 总统国家安全事务助理兼顾问：迈克·华尔兹
    - 总统国家安全事务助理兼副顾问：黃之瀚

  - 國土安全顧問：史蒂芬·米勒
    - 国土安全副顾问：安東尼·索爾茲伯里（英语：Anthony Salisbury）
- 经济顾问委员会
  - 主席：
- 环境质量委员会
  - 主席：
- 白宫行政官邸内务府
  - 白宫内务总管：
- 國家太空委員會
  - 执行秘书长：
- 总统情报咨议局
  - 主席：
- 行政辦公室
  - 主任：
- 美國行政管理和預算局
  - 主任：
    - 副主任：
    - 副主任（首席绩效官）：
      - 联邦财政管理办公室主任：
      - 联邦采购政策办公室主任：
      - 电子政务和信息技术办公室主任：
      - 信息和管制事务办公室主任：
- 国家毒品控制政策办公室
  - 主任：
  - 副主任：
- 科學和技術政策辦公室
  - 总统科学技术事务助理兼科学技术政策办公室主任：
  - 副主任（首席技术官）：
- 美國貿易代表處
  - 美國貿易代表：賈米森·格里爾